# Nephrodium scabrum
Nephrodium scabrum là một loài dương xỉ trong họ Dryopteridaceae. Loài này được K mô tả khoa học đầu tiên năm 1933.
Danh pháp khoa học của loài này chưa được làm sáng tỏ. 